# Vancouver Island
Vancouver Island eller Vancouverön (franska: île de Vancouver) är en stor ö som tillhör den kanadensiska provinsen British Columbia. Ön ligger i den östra delen av Stilla havet, och är 460 kilometer lång och som mest 80 kilometer bred. Det är den största ön på Nordamerikas västra sida, och har en yta på 31 285 km². Den är den 43:e största ön i världen och den till ytan 11:e största och till befolkningen näst största ön i Kanada. Ön är döpt efter kapten George Vancouver som var den officer i brittiska flottan som utforskade Nordamerikas Stillahavskust mellan 1791 och 1794.
Enligt 2001 års folkräkning hade ön 656 312 invånare, och provinsens statistik år 2004 uppskattade befolkningen till 734 860 invånare. Ungefär hälften (331 491) bor i Greater Victoria (storstadsområdet kring Victoria). Andra större städer på ön är Nanaimo, Port Alberni, Parksville, Courtenay och Campbell River.